# آیانو ماتسوموتو
آیانو ماتسوموتو (انگلیسی: Ayano Niina؛ زادهٔ ۴ فوریهٔ ۱۹۸۸) صداپیشه اهل ژاپن است.